# Мельники (Польща)
Мельники (пол. Mielniki) — село в Польщі, у гміні Корицин Сокульського повіту Підляського воєводства.
Населення — 70 осіб (2011).
У 1975—1998 роках село належало до Білостоцького воєводства.

## Демографія
Демографічна структура станом на 31 березня 2011 року:
|          | Загалом | Допрацездатний вік | Працездатний вік | Постпрацездатний вік |
| -------- | ------- | ------------------ | ---------------- | -------------------- |
| Чоловіки | 32      | 5                  | 21               | 6                    |
| Жінки    | 38      | 7                  | 22               | 9                    |
| Разом    | 70      | 12                 | 43               | 15                   |